# 1,2,3-Trimethoxybenzol
1,2,3-Trimethoxybenzol ist eine chemische Verbindung aus der Gruppe der Methoxybenzole.

## Gewinnung und Darstellung
1,2,3-Trimethoxybenzol kann durch Methylierung von 1,2,3-Trihydroxybenzol mit Methylierungsreagenzien wie Dimethylsulfat synthetisiert werden. Alternativ kann als Methylierungsmittel das weniger toxische Dimethylcarbonat bei Verwendung von 1-Butyl-3-methylimidazoliumbromid als Katalysator eingesetzt werden.

## Eigenschaften
1,2,3-Trimethoxybenzol ist ein geruchloser beiger Feststoff, der praktisch unlöslich in Wasser. ist. Die Verbindung kann durch Behandlung mit Alkalimetallen in Lösungsmitteln mit geringer Polarität, d. h. gesättigten Kohlenwasserstoffen oder Tetrahydrofuran, in der 2-Position zu 100 % regioselektiv demethoxyliert werden, wodurch 1,3-Dimethoxybenzol entsteht.

## Verwendung
1,2,3-Trimethoxybenzol findet Anwendung in der organischen Synthese und der pharmazeutischen Industrie und ist ein Zwischenprodukt für die Herstellung verschiedener Medikamente. In der EU ist 1,2,3-Trimethoxybenzol als Aromastoff unter der FL-Nummer 04.084 zugelassen.